# Tanügyi és Pedagógiai Könyvkiadó
Tanügyi és Pedagógiai Könyvkiadó – A román tanügyminisztérium alárendeltségébe tartozó állami könyvkiadó, amelynek gondozásában 1948-at követően a romániai magyar általános és középiskolai oktatásban használatos tankönyvek, egyetemi tankönyvek és segédkönyvek megjelentek. De szerepelt kiadványai között pedagógiai szakirodalom, nevelés- és oktatáselméleti és módszertani segédkönyv, sőt többféle szemléltető eszköz is. Székhelye Bukarestben volt (többnyire a minisztérium épületében, az 1960-as években átmenetileg a Scînteia-házban).

## A kiadó működése

### 1950-1970 között
1950 júniusában, Állami Tudományos és Tankönyvkiadó néven, a Tudományos Kiadó alosztályaként kezdte meg működését (előtte az iskolák államosítását követő első évek tankönyvei „Állami Könyvkiadó – Közoktatási Minisztérium” név alatt jelentek meg) s 1951 decemberétől önállósult – története során több névváltozatot is használva.
1948 óta működött nemzetiségi szerkesztősége. Vezetője (és az első években a kiadó igazgatója) Aszódi János, a magyar szerkesztőség vezetője Bukarestben Udreáné Vitus Erzsébet (matematika szakos), a szakszerkesztők Vartanoviciné Molnár Ágnes (kémia), Negreanuné Győri Magda (magyar irodalom). Néhány év múlva a nemzetiségi szerkesztőség élére *Ney András került, és a magyar szerkesztőség is kibővült Ivănuţ Margit (tanítónő), Mosoni Magda (földrajz), Bernád Ágoston (magyar) és Szabó György (matematika) szaktanárokkal. Kolozsváron kezdettől fogva működött magyar szerkesztősége, Temesváron kirendeltsége, Nagyszebenben és Nagyváradon (ahol a könyvek legnagyobb részét nyomták) technikai kollektívája.
A kolozsvári magyar szerkesztőség élén eleinte Salamon Ella állt, majd amikor bővülésére sor kerülhetett, Buttinger Mária, Heim Róza, Kuszálik Piroska, Péterfy Emília, Vallasek Gyula, 1960 után Berger György, Czondi Gyula, Kónyi József, Maksay Mária, Nagy Zoltán, Zsizsmann Kristóf is a szerkesztőség tagja lett. Közben 1958-ban (a hírhedt tankönyvper után) a nemzetiségi szerkesztőséget feloszlatták és a magyar könyvek szerkesztőit a megfelelő román szakszerkesztő kollektívákba osztották be. Ugyanakkor Marosvásárhelyen magyar nyelv és irodalom fiókszerkesztőséget szerveztek.
A tankönyvkiadás egész rendszerében a szigorú központosítás uralkodott; ez vonatkozott a tankönyvek terjesztésére és elosztására is. Az elemi iskolai fokozatban a tankönyvek teljesen, az általános iskola felső tagozatán és a líceumokban részben ingyenesek voltak, s az állam (az iskola, illetve a tanfelügyelőség) tulajdonát képezték; 3–5 éves használat után cserélték őket. Az évenkénti utánnyomásra csak a tanulólétszám 10–25%-os arányában került sor.
Az állami tankönyvkiadásnak szinte az egész első évtizedére a folyamatos átszervezés és a szigorú felső hatósági felügyelet volt a jellemző. Némi lazulás 1954–56-ban következett be, amikor a kiadó magyar részlegének lehetőséget adtak arra, hogy egyetemi és kiváló középiskolai tanárokat felkérve, elindítsák a magyar nyelv és irodalom tankönyvek (ez utóbbinál egyelőre az irodalmi szöveggyűjtemények) sorozatait. A magyar forradalom leverését követő romániai megtorlások azonban a tankönyvkiadásban is a szigorítások, a nagy megrázkódtatások időszakának kezdetét jelentették. Ezután a szerkesztőséget úgyszólván ötévenként átszervezték, ami újabb és újabb felső szempontok érvényesítése mellett minden alkalommal a kialakuló munkaközösségek szétzilálását eredményezte. A tankönyveket 1958 után a minisztérium illetékesein kívül a Sajtófőigazgatóság és a párt központi bizottságának nemzetiségi osztálya is ellenőrizte, ami a szakterülettől idegen politikai elvárások egész sorának erőszakos érvényesítését jelentette. Emiatt legalább tíz éven át jószántából senki nem vállalkozott tankönyvírásra.
1963-ban a magyar szerkesztőséget újból átszervezték, összevonva a német (mint anyanyelv és egyben idegen nyelv) és a többi modern nyelvek szerkesztőségével, német felelős szerkesztő vezetésével. A magyar nyelv- és irodalom szakos szerkesztőknek az ún. „átdolgozások”, az idegen nyelvek (angol, francia, német, orosz, latin) tanítására szánt tankönyvek szerkesztése is feladatkörébe tartozott, ezek egyébként külön kiadásban készültek az V. osztálytól a XII. osztályig. Ez azt jelentette, hogy a román iskolák számára készült tankönyvek nyelvtani és szótári részét, fordítási gyakorlatait kellett a magyar nyelv és az idegen nyelv összehasonlító nyelvtana, szabályai alapján megszerkeszteni. Így ezek a tankönyvek, az átdolgozó hozzáértése függvényében, elfogadhatókká váltak a magyar iskolai gyakorlat számára.
E tankönyvek összeállítói nagy tapasztalattal és gyakorlattal rendelkező nyelvtanárok voltak: Somodi Albert (latin), Bodolai Gyöngyi, Gampe József, Haller Béla, Nagy Ernő, Nagy Zsuzsa (francia), Czeglédi Enikő, Kristó Boróka, Kristóf Sarolta, Miróka Éva (angol), Fábián Lajos, Katona József, Lukács László, *Ulrich Ferenc (orosz), Boér Richárd, Ráczné Zeitler Anna (német). Így a magyar osztályokba jól használható idegen nyelvi tankönyvek kerültek, s ezek alapján bármely idegen nyelvből felkészülhettek a tanulók, akár arra is, hogy az egyetemen idegen nyelvszakot válasszanak. Évente 36 ilyen tankönyv szerepelt a kiadó tervében, egészen 1985-ig, amikor ezeknek az átdolgozásoknak a további kiadását leállították, s a magyar osztályokban is csak a román nyelvű idegen nyelv tankönyveket lehetett használni, ami azt jelentette, hogy a magyar tanulóknak nem az anyanyelv, hanem a román nyelv közvetítésével kellett elsajátítaniuk az idegen nyelvet.
Az eredeti tankönyvek az Ábécéskönyvvel kezdődtek. Ezeknek 1987-ig összesen négy változata született: az 1957-ig használt első ábécéskönyv még a szerzők nevének feltüntetése nélkül jelent meg; a másodikat, külön olvasókönyvvel Bakó Béla, Lászlóffy Ilona és Trózner Piroska állította össze; ezt követte 1970-től a harmadik: Balla Sára és Simon Jolán tankönyve, amelyhez módszertani kézikönyv is készült. Végül 1977-ben egy pályázat eredményeként megszületett Bocz Irma és Albert Ibolya szóképes olvasástanítási módszert alkalmazó ábécéskönyve, Pusztai Péter rajzaival. Ennek előkészítésére Bocz Irma már 1976-ban megjelentette Így érünk a betűk országába című, módszertani leírásokat is tartalmazó segédkönyvét, amely a tanítóképzőkben a hiányzó módszertani tankönyvet is pótolta.
Az 1970-es években sikerült tematikai illusztrációs anyagát tekintve megújítani az I–IV. osztályos olvasó- és nyelvtankönyveket is. Ez az újítás Péterfy Emília érdeme, aki a gyermekirodalom művelésében is közismert szerző volt, s aki vonzó és közismert gyermekirodalmi anyagot épített be a maga, módszerét tekintve is újító tankönyveibe. Az olvasókönyveket ugyanabban a kötetben nyelvtani ismeretek is kiegészítették, a II. osztályban az anyagba a természetismeret is beletartozott. A tankönyveket Deák Ferenc grafikus  címlapjai, Soó Zöld Margit illusztrációi tették külsejükben is vonzókká.
A magyar tankönyvek illusztrálása egyébként külön nehézséget okozott. Egy ideig a kiadó által felkért bukaresti román grafikusok készítették a rajzokat a magyar tankönyvekhez is, anélkül hogy azok tartalmát nyelvileg s világát érzelmileg megközelíteni képesek lettek volna. Mivel foglalkoztatásuk anyagi érdekeltség kérdése is volt, csak hosszas küzdelmek árán és tekintélyes magyar képzőművészek, köztük Kovács Zoltán festő,  segítségével sikerült érvényre juttatni azt az igényt, hogy a magyar tankönyveket magyar – vagy legalábbis magyarul értő – grafikusművészek illusztrálják.
Kiegészítésül és a tanítóképzők számára tankönyvként 1979-ben elkészült A magyar nyelv tanításának módszertana az I–IV. osztályban, A fogalmazás tanításának módszertana (mindkettő Péterfy Emília munkája) és az első Tantárgymódszertan az I–IV. osztályban tanítók számára.
Az általános iskolai olvasó- és nyelvtankönyvek egy ideig külön, később egybekötve jelentek meg, mindig a mindenkori román tankönyvek analógiájára. Az 1960-as években néhány tankönyv összeállításában írók is részt vettek: az V. osztályos tankönyvnél Zoltán Ildikó és Bukaresti Erzsébet mellett Sütő András, a VI. osztályos tankönyvnél Kálmán Viktória mellett Katona Szabó István; a VII. osztályos tankönyvnél a Kalevala-fordító Nagy Kálmán, a VIII. osztályos tankönyvnél Márki Zoltán. Ez utóbbit P. Dombi Erzsébet állította össze. Az 1970-es években sor került a nyelvtankönyvek megújítására is, ezt a munkát Péntek János, Kuszálik Piroska, Kalapáti Jolán és Tamás Éva végezték el. A könyveket Porzsolt Borbála illusztrálta. Ezek a tankönyvek többszöri módosítással 1997-ig érvényben voltak, amikor pályázatok meghirdetésével elkezdődött egy új tankönyvsorozat kidolgozása.
Az olvasókönyvek törzsanyagát a magyar klasszikus irodalom már hagyományszerűen kijelölt és kipróbált művei képezték: a János vitéz, a Toldi, Fazekas Mihály Ludas Matyija, a Csongor és Tünde, Móricz Zsigmondtól a Légy jó mindhalálig.

### 1970-1989 között
1971-től a magyar szerkesztőség újból különvált: ezúttal „magyar és német nyelv és irodalom szerkesztőség” lett a neve, s feladata az anyanyelvi tankönyvek mellett a magyar osztályokban idegen nyelvek oktatását szolgáló tankönyvek gondozása is. A szerkesztőség vezetője ebben az időszakban Rózsa Mária, szerkesztők Negreanuné Győri Magda és Györfi Ibolya. Ez a kollektíva igyekezett kapcsolatot teremteni a magyar szépirodalmat vagy tudományos és technikai irodalmat kiadó szerkesztőségekkel (Kriterion Könyvkiadó, Dacia Könyvkiadó, Ion Creangă Kiadó), a munkatársi hálózat kiépítése és az irodalmi műveltség fejlesztésének összehangolása érdekében. Ugyanakkor számos tankönyvelméleti és strukturális kérdést is tisztázni kellett, egyelőre a tanárokkal, tanítókkal, a Pedagógiai Továbbképző Intézet magyar munkatársaival. Először az olvasókönyvek sajátos elképzelése alakult ki: ennek alapelve az volt, hogy az irodalmi olvasókönyv is mindenekelőtt tankönyv, de anyaga, a szépirodalom, megkülönbözteti minden más tankönyvtől. Tárgya ugyanis az irodalmi mű, s e köré kell csoportosítani a didaktikai elemeknek, az alapszövegen kívüli komponenseknek a rendszerét, amelyek a nevelést, a tanulói munka hatékonyabb előmozdítását, az irodalmi mű tanulmányozását segítik elő. Ezeknek az új típusú tankönyveknek a kimunkálásában Csutak Judit, P. Dombi Erzsébet, Gazda József, Kuszálik Piroska és Péterfy Emília vállalt részt.
Sürgetővé vált a középiskolai irodalomtörténet tankönyvek megíratása is, a tanárok ugyanis addig csak a Tanulók Könyvtára sorozat bevezető tanulmányaira, az irodalmi folyóiratokban közölt cikkekre, tanulmányokra támaszkodhattak (ezek közül kiemelkedett Láng Gusztáv Kiskatedra-sorozata az Utunkban), a tanulók kezében pedig nem volt olyan szöveg, amelyet hivatalosan is normatívnak lehetett tekinteni. Abban az időben egyedül a magyar irodalomnak nem volt jóváhagyott tankönyve, s az előző idők politikai természetű szorongattatásai, fenyegetettségei közepette ennek hiánya egyre jobban érződött. Végül elkészültek a középiskolai magyar irodalom tankönyvek: a sorozatot bevezető, az irodalomelméleti és stilisztikai alapfogalmakkal megismertető VIII. osztályos tankönyvet Gazda József, a IX. osztályosat 1973-ban Gazda József és Kocziány László, a X. osztályosat 1974-ben Antal Árpád és Kocziány László, a XI. osztályosat (a 20. század magyar irodalmi tankönyvét) 1975-ben Láng Gusztáv készítette el, végül 1977-re elkészült a romániai magyar irodalom történetét tartalmazó XII.-es tankönyv is, Dávid Gyula, Marosi Péter és Szász János munkája (címlapján, mintegy az alapszempontot is kifejezve, egy-egy Gaál Gábort és Kós Károlyt ábrázoló Nagy Imre-grafika egymással szembenéző portréjával). A tankönyvsorozat belső szerkesztője Győri Magda volt, a bőségesen illusztrált könyvek címlapjait Cseh Gusztáv, Deák Ferenc és Johann Untch tervezte. Eredeti borítótervet készített ezeknek a tankönyveknek a számára Szervátiusz Tibor is, ezt azonban a kiadó felettes szervei nem hagyták jóvá, mivel „magyar történelmi vonatkozásokat sugallt”.
Alig zárult le a sorozat, amikor átszervezték, kétlépcsőssé tették a líceumi oktatást: a IX–X. osztály az általános oktatás felső szakasza lett, amelybe a teljes magyar irodalmat be kellett szorítani, mivel a XI–XII. osztályba került szakoktatásban már egyáltalán nem tanultak magyar irodalmat. A IX. osztály új magyar irodalom tankönyvét Kozma Dezső írta meg, a X. osztályé pedig a korábbi XI. és XII. osztály tankönyveinek összevont változata lett, amely az egész 20. századi magyar irodalmat tartalmazta. Új tankönyv készült a XI. osztály számára (Kozma Dezső munkája), amely a kijelölt írókat és műveket irodalmi irányzatoknak alárendelve, az európai korstílusokba beágyazva, az egyes korok kultúrtörténetét is bemutatva tárgyalta; a XII. osztály számára pedig Izsák József és Markó Béla írt új tankönyvet (kiegészítésül Murvai Olga önálló fejezetével a szóbeli közlés kérdéseiről), amely a legmodernebb szemléletű volt az összes közül, s Ottlik Géza, Örkény Istvánnal és Nagy Lászlóval, ill. Sütő András, Kocsis István és Székely János drámáival zárult.
A magyar irodalom tankönyvek történetében a következő változást az kényszerítette ki, hogy Illyés Gyulát és Kós Károlyt politikailag „tiltott szerzők”-nek minősítették, s a reájuk vonatkozó fejezeteket, utalásokat ki kellett volna venni a tankönyvekből. A korábbi kötetek szerzői azonban ennek az utasításnak a végrehajtását megtagadták, erre a minisztérium elrendelte, hogy új szerkesztők kijelölésével két új tankönyv készüljön, amelyekben – az új rendelkezéseknek megfelelően – a helységneveket is románul lett volna kötelező írni. (Annyit sikerült elérni, hogy az eredeti irodalmi szövegekben a magyar helységnevek megmaradhattak.) Erre két tanári munkaközösség (Buzle Klára, Indig Ottó, Orbán Karolina és Simon Sándor, illetve Bencze Lenke, Boros Erika, Fodor Sándor és Herkel László) végül 1986-ra elkészítette a XI., ill. a XII.-es tankönyv egy-egy olyan szövegváltozatát, amelyekben – bár más természetű kompromisszumok árán – sikerült a helységnevekre vonatkozó abszurd rendelkezést megkerülni. Ezek a tankönyvek az 1989-es fordulatig voltak használatban.
A világirodalom a filológiai szakprofilú XI. és XII. osztályokban szintén kötelező tantárgy volt, tankönyveit román szerzők írták meg. Eleinte, amíg a magyar fordítások el nem készültek, ezt a tantárgyat románul tanították. 1967-ben aztán Oláh Tibor elkészítette a XI.-es tankönyv magyarra átdolgozott változatát, majd Horváth Andorral együtt a XII.-es világirodalom tankönyv magyar adaptációját is.
A Tanügyi és Pedagógiai Könyvkiadó jelentős számban adott ki egyetemi és főiskolai tankönyveket is, ezeket a kiadón belül különálló szerkesztőség gondozta. A magyar szerkesztőség erre hivatkozva szintén szorgalmazta és vállalta a magyar nyelvű egyetemi s főiskolai tankönyvek kiadásának munkáját, ezt azonban csak nagyon ritka kivétellel engedélyezték és egyedül a Babeș–Bolyai Tudományegyetem magyar nyelv és irodalom tanszéke számára. Így készült el és jelent meg 1969-ben Sőni Pál (A romániai magyar irodalom története) és Jancsó Elemér (A magyar irodalom a felvilágosodás korában), 1971-ben Szigeti József (A régi magyar irodalom története), 1979-ben Antal Árpád (A magyar irodalom a reformkorban és 1848-ban), végül Kozma Dezső (A magyar irodalom a XIX. század második felében) egyetemi tankönyve.
A marosvásárhelyi OGYI magyar tanárai szintén sokszor kérték magyar nyelven előadott kurzusaik kiadását, ezt azonban a kiadó vezetése mindig elutasította. Ugyanez történt az egészségügyi szakközépiskolák esetében is, amelyek számára soha nem jelent meg magyar nyelvű tankönyv hazai kiadásban.
1972-től a Tanügyi és Pedagógiai Könyvkiadó magyar szerkesztősége elindította a magyar irodalomtanítás segédanyagainak (szemléltető anyagok, diafilmek, magnószalagok, didaktikai lemezek) kiadását. Ezek az Electrecord hanglemezgyártó vállalattal együttműködésben készültek: az Óvodások lemeztára három kislemeze Vers, ének, játék, mese az óvodában címmel, Birtalan József gyermekkórusa közreműködésével; a Kisiskolások lemeztára és az Iskolások lemeztára az I–IV., ill. V–VIII. osztályos olvasókönyvek szemelvényeiből, Bács Ferenc, Balázs Éva, Bálint Péter, *Illyés Kinga, Kovács Kati, Nagy László, Zalányi Gyula, valamint a marosvásárhelyi Pedagógiai Főiskola Birtalan József vezette dalcsoportja közreműködésével. A bukaresti Színművészeti Főiskola Stúdiójával együttműködve diakép-sorozatok is készültek: egy-egy diafilm Áprily Lajos, Benedek Elek, Dsida Jenő, Kós Károly, Tamási Áron, Tompa László életét és írói pályáját mutatta be. 44 diaképből álló sorozat készült Irodalmi dokumentumok címmel a magyar irodalom tanításához a XI. osztály számára és egy Diaképek a magyar irodalom tanításához c. anyag kísérőszöveggel és problémafelvető kérdésekkel (mindkettő 1979-ben), továbbá két didaktikai hangszalag (a sepsiszentgyörgyi, ill. a marosvásárhelyi színházak művészeinek közreműködésével), Világ világa, virágnak virága, illetve Nem én kiáltok, a föld dübörög címmel (utóbbi Illyés Kinga rendezésében), végül 1984-ben megjelent még egy diakép-sorozat Kuncz Aladár életéről és írói pályájáról.
Mindezek szerkesztését és szövegírását Rózsa Mária végezte; a hangfelvételek az Electrecord bukaresti stúdiójában, a Román TV, illetve a I. L. Caragiale Színművészeti Főiskola stúdiójában és a marosvásárhelyi rádióstúdióban készültek. Sajnos a megyei tanfelügyelőségek, amelyeknek feladata lett volna ezeknek az anyagoknak a szétosztása, a legtöbb esetben hagyták a raktáraikban porosodni őket, s ugyanez történt a szemléltető táblákkal is, amelyek a szóképes olvasás vagy a helyesírás tanításához készültek.
Az egységes tankönyvek rendszere a természettudományi és társadalomtudományi szaktárgyak esetében azt jelentette, hogy a kiadó magyar szerkesztőségének a román nyelven már elkészült és jóváhagyott tankönyveket kellett gyorsan és szakmailag megbízhatóan magyarra fordíttatnia, úgy, hogy azok a megfelelő tanévben, a román iskolák számára készített tankönyvekkel egyszerre jelenjenek meg. A tankönyvek fordíttatásának ez a feladata a kiadó kolozsvári magyar szerkesztőségére hárult, ahol egyetemi és középiskolai tanárokból szívós munkával gyakorlott, gyors és (az alacsonyra szabott honoráriumokat tekintetbe véve) önzetlen, széles körű – fordítói vizsgával is rendelkező – magyar munkatársi gárdát sikerült kialakítaniuk. Ezek a szakmailag is ellenőrzött fordítások a sajtófőigazgatósági jóváhagyás után visszakerültek a szerkesztőségbe és onnan a nyomdákba (Kolozsvárra vagy Nagyváradra). A kolozsvári technikai munkaközösség élére az 1950-es évek végén Faluvégi Dénes került, a munkatársak csoportja Faluvégi Mártával, Kürthy Miklóssal, Wagner Judittal, Zsizsmann (Maksay) Máriával bővült. A nyomdai korrektúrát Nagyváradon Balaskó Erzsébet és Nikolits Anna végezte.
A tankönyvek szövegeinek pontos megfelelése és megjelenésük egyidejűsége azért is fontos volt, mert az érettségi vizsgák és egyetemi felvételik egyenrangú felkészültséget követeltek. Később viszont gondot okozott az, hogy takarékossági okból (a beiskolázási számok függvényében) a magyar tankönyvek újranyomását csak két-három évente engedélyezték, s azok így nem mindig egyeztek a legutolsó kiadású román tankönyvekkel.
Az 1977/78-as tanév a líceumi oktatás nagyarányú szakosodását hozta magával: a IX. osztályban magyarul nyolcféle szakirányú líceumi osztály indult: ipari, mezőgazdasági, közgazdasági, matematika–fizikai, természettudományi, történelem–filológiai, pedagógiai és művészeti, az összesen 316 kezdő osztályba (ebből 235 ipari, 32 mezőgazdasági, 28 matematika–fizikai, 8 történelem–filológiai, 5 közgazdasági, 4 természettudományi, 2 pedagógiai, 2 művészeti) beiratkozott tanulók száma 11 145 volt. A XI. osztályban ugyanakkor tovább szűkült a létszám: itt 101 osztályba összesen 3540 tanulót lehetett beírni. Ebben a helyzetben különös jelentőségűvé vált az ipari és más szaktárgyak magyar nyelvű tankönyveinek kiadása, annál is inkább, mert a szaktárgyakat tanító tanárok (számos esetben a szakiskolákban tanító mérnökök) a szaknyelvet – magyar nyelvű műszaki oktatás nem lévén – maguk is románul tanulták. Lőrincz László tanügy-minisztériumi államtitkár segítségével ekkor sikerült elindítani egy magyar szaktankönyv-programot, amelynek eredményeként a 450 román nyelvű szaktankönyvből 13 magyar fordítása készült el és jelent meg. Ezek közül való 1978-ban az Anyagismeret (ford. Simon Elek), a Szilárdságtan (ford. Rózsa Ferenc), a Műszaki rajz (ford. Holok Péter és Hansel Manfréd), az Építő- és szerelőipari anyagok (ford. Márton Béla) és a Gépelemek (ford. Szél Pál); 1979-ben a Műszaki és díszítő rajz a bútoriparban (ford. Buday Lajos és Szakács István), a Hajtástechnika és automatizálás (ford. Simon Elek), a X. osztályban használatos Műszaki rajz (ford. Holok Péter és Hansel Manfréd); 1980-ban az Elektrotechnikai anyagismeret (ford. Cseh Attila), a Szilárdságtan és gépelemek (ford. Rózsa Ferenc); két kötetben jelent meg a IX. és a X. osztályok számára az egyik legáltalánosabban használt tankönyv, A fémmegmunkálás gépei, szerszámai és technológiája (a megfelelő szakszótárral ellátott kiadást Jenei Dezső, Kovács István, Móritz Miklós, Nagy Ákos, Péter Loránd, Orbán István, Orbán János, Rohonyi Vilmos, Szakács József és Tenkei Tibor fordították), a X. osztálynak szánt Műszaki és díszítő rajz a bútoriparban (ford. Bencze Gábor). Ezek a tankönyvek, túlmenően azon, hogy magyar nyelven biztosították a szaklíceumi oktatás anyanyelvűségét, bizonyságul szolgáltak arra, hogy az erdélyi magyar műszaki tudományosság rendelkezik megbízható és szakmailag felkészült szakembergárdával, amely képes biztosítani a szakoktatás anyanyelvűségének feltételeit. Ugyanakkor az, hogy a megjelent könyvek iránti – példányszámban kimutatható – érdeklődés jóval nagyobb volt, mint a magyar tannyelvű műszaki osztályok létszáma, jelezte: a magyar nyelvű szakoktatási hálózatból kiszorultak között és a munkásság köreiben is megvan az érdeklődés a magyar nyelvű szakirodalom iránt. Talán ez is volt az oka annak, hogy a következő években a minisztérium már nem engedélyezte magyar nyelvű műszaki tankönyvek kiadását, így az élelmiszeripari, közgazdasági, egészségügyi és vegyipari szaklíceumi osztályok nem juthattak hozzá anyanyelvű szaktankönyvekhez.
Fontos és az oktatás szempontjából hosszabb távra kiható esemény volt az, hogy a magyar szerkesztőség felvállalta az általános iskolai ének–zene tankönyvek kiadását. Ezeket kiváló zenepedagógusok állították össze, akárcsak azt a két ének-, ill. kórusgyűjteményt, amelyet szintén a ~ vállalt fel: az I–IV. osztály számára a Szabó Klára szerkesztette Dalolj velünk (Bukarest, 1972), valamint a Birtalan József és Szász Károly összeállításában megjelent Szállj, szép szavú dal (Bukarest, 1972) c. köteteket.
A marosvásárhelyi és kolozsvári zenepedagógusokkal folytatott megbeszélés után, ahol az új zenetanítási tantervek elkészítése is feladatként merült fel, Guttman Mihály, Kónyi Olga, Márkos Albert, Nagy Katalin, Péter Loránd és Szász Károly elkészítették az új ének–zene tankönyveket, amelyeknek az eredményes kidolgozásában fontos szerepe volt a bírálóknak: Jagamas Jánosnak, Brandner Nórának, Kovács Arankának, Szabó Csabának, Csalah Györgynek és Pethő Évának.
Az 1970-es években a Tanügyi és Pedagógiai Könyvkiadó évi könyvtermésében fontos helyet foglaltak el a pedagógiai, módszertani és oktatáslélektani kiadványok is. A románul indított sorozat (A huszadik század jelentős pedagógiai művei) jeles román és külföldi szerzők munkáit juttatta el a tanárokhoz-tanítókhoz, de ezek közül egyet sem sikerült magyar fordításban megjelentetni. Készültek viszont módszertani eligazítással, útmutatóval ellátott és igen hamar népszerűvé vált, több kiadást is megért szöveggyűjtemények: 1971-ben a Vers, ének, játék, mese az óvodában (összeállította Péterfy Emília, Maxim Éva és Selmeczi Marcella), Barangolás meseországban (az I–IV. osztály számára, összeállította Székely Erzsébet), Irodalmi kistükör (az V–VIII. osztályosok számára, összeállította P. Dombi Erzsébet). Ezeket 1973-ban módszertani munkák is követték: Debreczy Sándor és Szabó Hajnal: A helyesírás tanítása (az V–VIII. osztályok számára), Málnási Ferenc: Nyelvtani munkafüzet (az V. osztály számára), s elkészült a tanítóképzők számára a magyar gyermekirodalom történetét összefoglaló első tankönyv is (szerzői Vita Zsigmond, Józsa Miklós, Jarosievitz Edit és Király László).
Sokat elárul a Tanügyi és Pedagógiai Könyvkiadónál megjelent könyvek példányszáma is: a tankönyvek esetében ezekből meg lehet állapítani visszamenőleg is a tanulók létszámát: az I–IV. osztályos tankönyvek osztályonként 25–30 000 példányban jelentek meg, az V–VIII. osztályokban a példányszám már csak 18–20 000 volt, és még nagyobb a csökkenés a líceumi tagozaton, ahol a magyar irodalomtörténet tankönyvek átlag 6000 példányban készültek. A magyarul tovább tanulók létszáma tehát egyharmada volt az általános iskolát végzettekének. Ugyanakkor az oktatási segédkönyvek és pedagógiai-módszertani kiadványok példányszáma visszaigazolása volt a kiadó arra irányuló erőfeszítéseinek, hogy hazai magyar szerzők eredeti munkái is a gyakorló tanárok kezébe kerülhessenek. A tanító kézikönyve – anyanyelvi nevelés az I–IV. osztályban, a Fogalmazás tanítása, a Módszertani alapfogalmak az ének, rajz, testnevelés és kézimunka tanításához iránt 8–10 000-es nagyságrendű igény mutatkozott; az Irodalmi szöveggyűjtemény 1978-ban 15 000-es példányszámot, a II. és III. osztályos két gyakorlófüzet az 50 000-es példányszámot is elérte; 1981-ben az Aranyágon búbos cinke c., Péterfy Emília által összeállított kötet iránt 87 000-es példányszám-igényt jelzett a könyvterjesztő, aminek a kiadó csak kevesebb mint a felét tudta teljesíteni; 1982-ben a Bocz Irma, Farkas János, Jancsik Pál és Selmeczi Marcella szerkesztette Nyitva van az aranykapu. Versek, mesék, játékok óvodásoknak c. kötet 43 000-es példányszámot ért el.
Jól sikerült kezdeményezésnek indult Kuszálik Piroska javaslata alapján a Tanári Műhely sorozat, amely a magyartanárok sikeres módszertani tapasztalatait volt hivatott ismertetni s egyben közelebb hozni egymáshoz a magyartanárokat. Ebben a sorozatban jelent meg Balázs László Nyelvművelés a líceumban, Papp Béla Irodalomtanítás a szaktanteremben, Gáspár György A tanuló és a könyv, Szabó Mózes Alkotómunka, önálló próbálkozások az irodalmi szakkörön c. kötete, s még számos ilyen jellegű kézirat érkezett, ezek azonban – az 1980-as évek derekán erősödő megszorítások következtében – már nem láttak nyomdafestéket.
Bizonyos esetekben nem csak a papírkvóták végessége, hanem az értetlenség is közrejátszott a könyvek példányszámának kialakulásánál: az 1974. év legfontosabb kiadványát, a Kelemen Béla szerkesztette Román–magyar iskolai szótárt például először 20 000 példányban jelentette meg a kiadó, amit igen hamar egy újabb, 47 000-es utánrendelés követett, ennek teljesítésére azonban csak 1979-ben került sor annak ellenére, hogy ez a szótár (a hozzá csatolt nyelvtani táblázatokkal, igeragozási példatárral, a nyelvtani kérdésekre való utalásrendszerrel) nélkülözhetetlen segédkönyv szerepét töltötte be a magyar tanulók számára a román nyelv elsajátításában, a román iskolába járó magyar gyerekek számára pedig ismereteik anyanyelvi rögzítésében. Csak egy tanári csoportnak a minisztériumhoz benyújtott memoranduma nyomán sikerült a ~ felső vezetésének halogató taktikáját elhárítani. Nem kevesebb viszontagság után jelent meg a szótár második, magyar–román része, amelynek *kéziratát a „terjedelmi szempontokkal” indokolt sok értelmetlen húzás is késleltette.
Az 1980-as években két újabb átszervezésre is sor került a Tanügyi és Pedagógiai Könyvkiadóban. 1981-ben a magyar és a német szerkesztőséget újból összevonták az idegen nyelvekkel, és élére Matei Heckelt nevezték ki, aki szlovák anyanyelvű volt. A magyar szerkesztőség munkájában újabb akadályok merülnek fel: 1985-ben visszavonták a X. és XII.-es magyar irodalom tankönyveket, leállították a magyar iskolák számára készült idegen nyelvű tankönyvek kiadását, elrendelték a magyar szövegekben előforduló hazai helységnevek román megfelelőjének kizárólagos használatát, ugyanakkor az új magyar irodalom tankönyveket előzetesen románra kellett fordíttatni, s csak úgy hagyta őket jóvá egy bukaresti bizottság.
1987-ben felszámolták az 1951 óta működő kolozsvári és temesvári fiókszerkesztőségeket és a nagyváradi és nagyszebeni műszaki munkaközösséget. Ebben az időszakban a magyar tankönyvekért a kiadó egy magyarul nem tudó román munkatársa felelt mint bizalmi ember.

### 1989 után
1990 márciusában, a diktatúra bukása után sikerült újraindítani a magyar szerkesztőségeket nyolc szerkesztővel és három korrektorral. Ez azonban már a magyar részleg leépítésének időszaka is: a nyugdíjkorhatárt elértek helyét nem töltötték be, új munkatársakat nem vettek fel. 1999-ben a Tanügyi és Pedagógiai Könyvkiadó magyar részlegén már csak négy szerkesztő és két korrektor dolgozott.
Az 1990-es évek romániai magyar tankönyvkiadásában azonban még mindig a minisztériumnak alárendelt tankönyvkiadónak volt hegemón szerepe. Az 1990–98 közötti időszakban megjelent 389 tankönyvből mindössze 66 cím kerül ki a változás után létrejött erdélyi magyar magánkiadók műhelyeiből. Az állami tankönyvkiadó által kiadott és időszakonként újranyomott tankönyvek között a legnagyobb számban a magyar nyelv és irodalom (94 cím) és a matematika (88 cím) szerepelt. Lényegesen kisebb volt a kémia (30 cím), az ének–zene (28 cím), a történelem (27 cím), a fizika (26 cím), a földrajz (24 cím) és a biológia (18 cím) tankönyvek száma, a többi tankönyvek (csillagászattan, filozófia, geológia, írás–olvasás, környezetismeret, közgazdaságtan, lélektan, logika, pedagógia, polgári műveltség) összesen 39 címet jelentetnek meg a nyolc év alatt.
Közben az országban beindult politikai változásokkal párhuzamosan változások indultak meg a tanügyben és ezzel összefüggésben a tankönyvkiadásban is: 1993-ban elkezdődött az egyetem előtti oktatás egész rendszerét átfogó közoktatási reform kidolgozása, a választható tankönyvek rendszerének és a tankönyvpiac felszabadításának az állami tankönyvkiadás számára is új helyzetet teremtő bevezetése. A reformtervvel párhuzamosan megjelenő törvények és rendeletek közepette 1998-ban gyorsult fel a megvalósítás folyamata, ez azonban az állami tankönyvkiadó magyar részlege számára már csak a végleges felszámolást hozta el: 1999 szeptemberében a kiadó felmondott a még megmaradt egyetlen magyar szerkesztőség személyzetének.
Ennek ellenére – külső munkatársakra alapozva – az állami tankönyvkiadó továbbra is megjelentetett magyar nyelvű tankönyveket, nem csak a kiadásában készült román nyelvű tankönyvek magyar fordításait (pl. 2007-ben Szilágyi József fordításában IX–X.-es tankönyveket az elektrotechnikai, lakatos- és motorszerelő ipari osztályok számára, IX–X.-es informatikai és kommunikáció-technológiai tankönyveket Osztián Erika és Veress Ferenc, Willmann Valter, ill. Juhász Tihamér fordításában), hanem eredeti munkákat is, például 2004-ben (és utána több kiadásban) az I. és II. osztályosok számára összeállított református vallás tankönyveket (szerzőik Szűcs Éva-Mónika – Balogh Csilla, ill. Gavrucza Nagy Emese – Varró Ilona), 2006-ban V. osztályos magyar nyelv és irodalmi olvasmány tankönyvet (összeállítói Máthé András és Szász-Mihálykó Mária).
A magánkiadókkal összehasonlítva azonban részaránya a 2000-es romániai magyar tankönyvkiadásban elenyésző.